# Orangisme (Luxembourg)

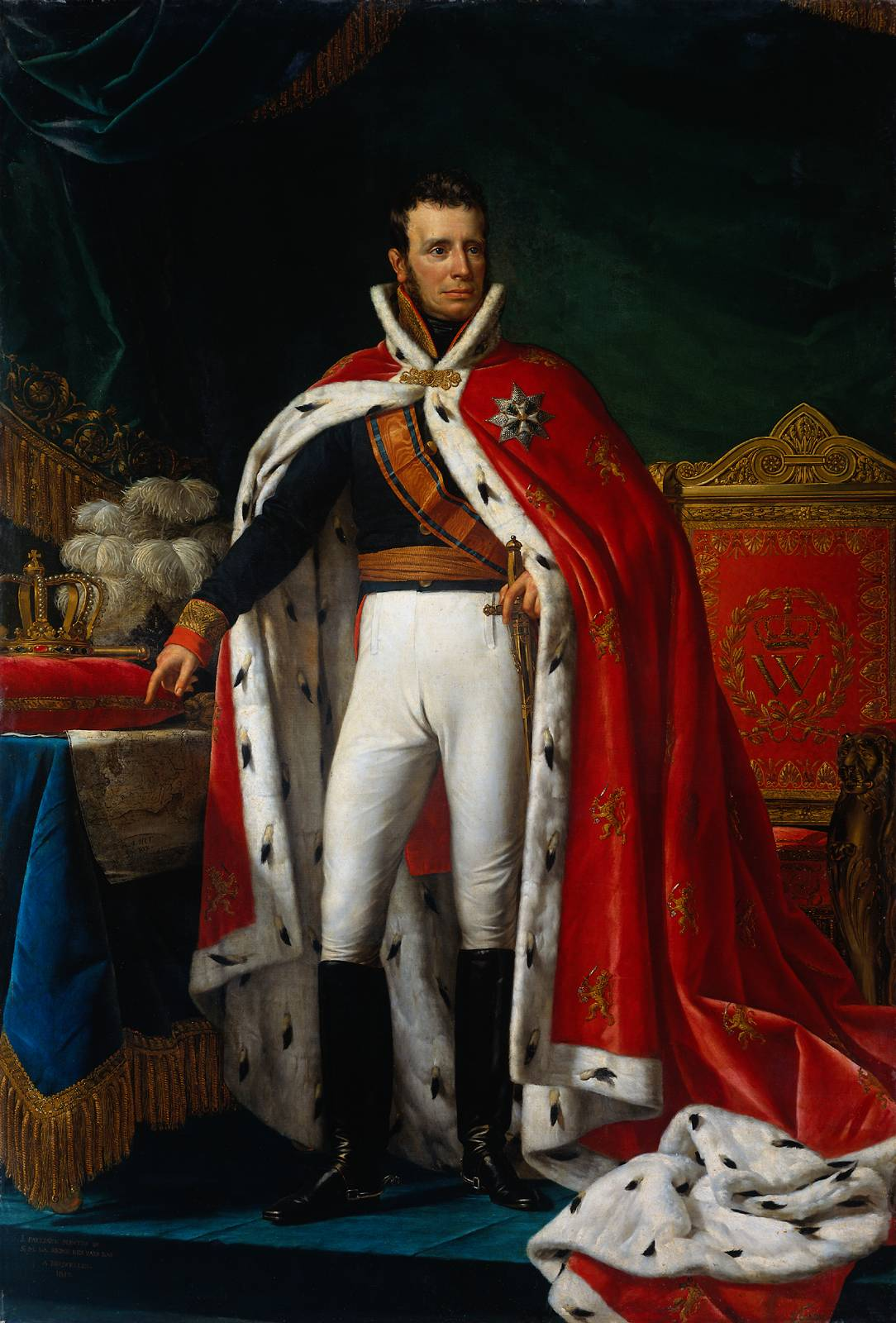
La politique de Guillaume Ier, premier grand-duc de Luxembourg et roi du royaume uni des Pays-Bas, était soutenue par les orangistes, notamment lors de la révolution belge de 1830, puis de la scission du Luxembourg de 1839.

Pour les articles homonymes, voir Orangisme.
 (mars 2019).
L'Orangisme luxembourgeois était le nom donné un mouvement idéologique et politique du XIXe siècle au grand-duché de Luxembourg. 
Il prônait des actions et des valeurs favorables à l'union personnelle qui liait le territoire au royaume uni des Pays-Bas puis aux Pays-Bas, après l'indépendance de la Belgique de 1830. 
Le terme d'« orangisme » fait référence à la maison d'Orange-Nassau et à sa couleur traditionnelle (l'orange), dont les trois premiers souverains luxembourgeois étaient issus et partageaient à la fois le titre de grand-duc de Luxembourg et de roi des Pays-Bas, situation qui exista de 1815 à 1890 puis donna naissance au Luxembourg sous sa forme actuelle.

## Histoire

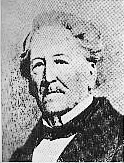
Gaspard-Théodore-Ignace de la Fontaine, leader du mouvement orangiste luxembourgeois.

Composé de nombreuses personnalités, principalement de la bourgeoisie, mais aussi de la noblesse et même du clergé catholique romain, les orangistes luxembourgeois étaient des libéraux modérés ou libéraux-conservateurs et légèrement anticléricaux (le joséphisme de la fin de l'Ancien Régime avait laissé des traces). Au départ, ils étaient favorables au maintien du statut autonome du Grand-Duché, qui avait d'ailleurs rang d'État au sein de la Confédération germanique, et, surtout pendant la révolution belge, s'opposaient à sa fusion avec le nouvel État belge. Au bout du compte, en 1839, la partie occidentale du Grand-Duché (l'actuelle province de Luxembourg) fut rattachée à la Belgique, tandis que la partie orientale demeurait indépendante. Jusqu'en 1890, les chefs de la maison d'Orange étaient rois des Pays-Bas et grands-ducs de Luxembourg, mais à la mort du roi grand-duc Guillaume III en 1890, la princesse Wilhelmine ne put lui succéder au Luxembourg car la constitution luxembourgeoise interdisait à une femme d'accéder au trône (loisalique) ; conformément au pacte de famille existant alors entre les deux branches de la maison de Nassau, c'est donc le ci-devant duc régnant de Nassau, Adolphe, qui, allié à l'Autriche, avait perdu son trône à la suite de la guerre austro-prussienne de 1866, qui succéda au souverain défunt au grand-duché. Ainsi se termina l'union personnelle entre le royaume des Pays-Bas et le grand-duché de Luxembourg.
Le journal du mouvement orangiste était le Journal de la Ville et du Pays de Luxembourg.

## Membres
Le mouvement est dirigé par Gaspard-Théodore-Ignace de la Fontaine et compta parmi ses membres les plus notables :
- Jean-Georges et Jean-Jacques Willmar
- Auguste et Victor, barons de Tornaco
- Frédéric (nl) et Félix, barons de Blochausen
- Charles-Gérard Eyschen (père du premier ministre Paul Eyschen)
- François-Xavier Wurth-Paquet (juriste et historien)
- Antoine, Jean-Pierre et Ferdinand Pescatore
- Jean Ulveling
- Henri Vannérus
- Collart, maître de forges et propriétaire notamment du château de Fischbach
- Willibrord Macher
- Mathieu-Lambert Schrobilgen (journaliste)
- Jean-Pierre Maeysz (prêtre catholique)
- Michel-Nicolas Muller (prêtre catholique et professeur à l'Athénée de Luxembourg)
- Valentin Trausch (prêtre catholique)[1]